# 東京復活主教座堂
35°41′53″N 139°45′55″E / 35.6981716°N 139.7651578°E
東京復活主教座堂（日语：東京復活大聖堂），又稱尼古拉堂（日语：ニコライ堂），是一座位於日本首都東京千代田區神田駿河台的東正教教堂，也是日本正教會的總部、東京大主教區總堂。本堂以耶穌復活為名，其別稱尼古拉堂是紀念把東正教傳入日本的日本的聖尼古拉。建築面積約800平方米。
本建築由英國建築師喬賽亞·康德（Josiah Conder）設計，於1891年啟用，但在1923年關東大地震中損毀，1929年修復。1962年6月21日被列為重要文化財。

## 外部連結
- 官方网站
- 日本正教會 （页面存档备份，存于）